# Jacques Gervais, Baron Subervie

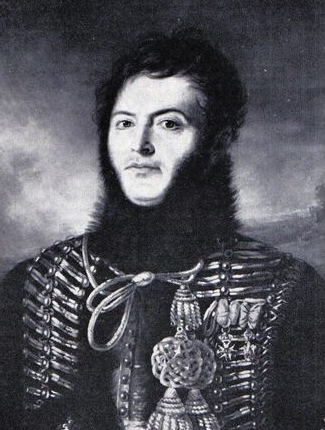
Jacques-Gervais, Baron Subervie (Ausschnitt aus einem Gemälde v. Galard, um 1807)

Jacques Gervais Baron Subervie (* 1. September 1776 in Lectoure; † 10. März 1856 auf Château de Parenchère in Ligueux)
war ein französischer General in den Koalitionskriegen und im Zuge der Februarrevolution 1848 im provisorischen Kabinett Lamartine kurzfristig Kriegsminister.

## Leben
Der spätere General Subervie soll die Identität des 1776 geborenen Bruders Jacques an sich gerissen haben, nach einigen Zeugnissen wurde er eigentlich am 4. Januar 1772 unter dem Namen Gervais Protais Subervie geboren.

### Frühe Militärkarriere
Subervie trat am 20. Juni 1792 mit seinen Freunden Jean Lannes und Pierre Banel als Leutnant in das 2. Bataillon der Freiwilligen von Gers unter Joseph Lagrange in die Pyrenäen-Armee ein, wo er am 21. September 1793 zum Capitain aufstieg. Nach seiner Überstellung zur Italienarmee wurde er Adjutant von Lannes. Mit diesen trat Subervie zur Ägyptischen Expedition an und nahm am 10. Juni 1798 an der Besetzung von Malta teil. Er erkrankte auf Malta und konnte während Bonapartes Expedition zurückbleiben. Nach seiner Genesung diente er unter General Claude-Henri Belgrand de Vaubois um die Insel zu verteidigen, bis man sich schließlich im September 1800 den Briten ergeben musste. Nach der Rückkehr nach Frankreich nahm Subervie seine Dienste als Generaladjutant von Lannes wieder auf und begleitete diesen anfänglich als Botschafter nach Portugal. Wenig angesehene portugiesische Behörden provozierten Subervie in einem Versuch, dadurch den französischen Botschafter zu diskreditieren. Die Belästigungen wurden so schlimm, dass sich Subervie persönlich in einer Schlägerei verteidigte.

### In den mittleren Koalitionskriegen
Im Jahr 1803 wurde Subervie zum Eskadronchef befördert und kehrte neben Lannes nach Frankreich zurück und wurde der Küstenarmee in Okzitanien zugeteilt. Er war an den folgenden großen Feldzügen in Österreich, Preußen und Polen beteiligt. Am 14. Juni 1804 wurde er als Baron des Reiches geadelt. Im Feldzug von 1805 ersetzte er bei Ulm General Pierre David de Colbert-Chabanais als Chef des 10. Chasseur-Regiments und trat Michel Neys VI. Korps bei. Er erhielt am 27. Dezember 1805 sein Patent als Oberst und wurde während der Schlacht von Austerlitz (2. Dezember) durch einen Schuss verwundet, nachdem sein Pferd unter ihm getötet worden war.
Im Feldzug von 1806 wieder im Korps des Marschall Ney eingesetzt, zeichnete sich seine Reiterei in der Schlacht von Jena (14. Oktober) aus, wo er eine Batterie mit 10 Geschützen stürmte und die Preußen in Richtung nach Braunschweig verfolgte. Nachdem er am 8. November in Magdeburg stand, steht er an der Spitze der Truppen, die die Weichsel bei Thorn überqueren.
Am 8. Februar 1807 nahm er an der Schlacht bei Preußisch Eylau gegen die Russen teil. Dabei wurde er an der rechten Schulter verletzt und ein Pferd wurde unter ihm getötet. Am 15. Mai wurde er zum Offizier der Ehrenlegion ernannt. Am 12. Juni 1807 nach der Schlacht bei Heilsberg verfolgte er den Feind in Richtung Friedland. In der Schlacht von Friedland am 14. Juni führte er mehrere wirksame Attacken. Am 15. Juni verfolgte er den Gegner nach Insterburg, machte 200 Gefangene und erreichte am 16. Juni den Njemen.
Nach dem Frieden von Tilsit am 9. Juli 1807 kehrte er nach Frankreich zurück. Von 1808 bis 1811 stand er bei den französischen Truppen in Spanien und Portugal. Als Teil der Division Lasalle zerstreute er Anfang Juni 1808 ein gegnerisches Kontingent bei Torquemada, verfolgte über Valladolid feindliche Truppen nach Valencia, wo er in den Rücken der spanischen Armee stieß. Am 14. Juli sicherten seine Reiter in der Schlacht von Medina de Rioseco den Sieg. Während des Rückzuges zum Ebro nahm er an der Schlacht von Burgos (10. November) teil. Nach dem Sieg in der Schlacht von Somosierra (30. November) gelang am 4. Dezember der Einzug in Madrid. Am 21. März 1809 verfolgte er die Nachhut der spanischen Armee unter General Gregorio García de la Cuesta auf dem Weg nach Trujillo, in der Nähe von Miajadas, das von allen Seiten durch bewaldete Hügeln umgeben war, wo die spanische Kavallerie auf der Lauer lag. Siebenmal schlug er die zahlreicheren Kräfte zurück, passierte am 28. März den Guadiana und zerstreute in der Schlacht von Medellín unter Jean-Baptiste Bessières die gegnerische Infanterie. Am 27. und 28. Juli nahm er an der Schlacht von Talavera teil. Er wurde am 28. November 1809 zum Baron des Reiches ernannt. In den Jahren 1810 und 1811 bekriegte er das englische Armeekorps von General Joaquín Blake y Joyes in Murcia und nahm unter Marschall Louis Gabriel Suchet an der Schlacht von Sagunt (25. Oktober 1811) teil. Seine Leistungen brachten ihm am 6. August 1811 den Rang Général de brigade ein.

### In den Freiheitskriegen
Er kehrte Anfang 1812 nach Frankreich zurück und wurde zum Kommandeur der 16. leichten Kavallerie-Brigade ernannt. Als sich Napoleons Armee darauf vorbereitete, in Russland einzumarschieren, befehligte Subervie die 2. leichte Kavallerie-Division in Jean-André-Tiburce Sébastianis II. Kavalleriekorps. Er kämpfte im Juli 1812 an der Disna und wurde im August zur Kavalleriedivision von General Pierre-Claude Pajol versetzt. Der König von Neapel folgte weiterhin der Nachhut des Feindes. Am 5. Juli traf er die feindliche Kavallerie an der Düna, seine vorderen Reitertruppen unter Baron Subervie attackierten die preußischen Regimenter, die Württemberger und Polen brachten 200 Gefangene samt Pferden ein. Als sie auf der anderen Seite der Düna eintrafen, brachen sie die Brücken ab und zeigten Bereitschaft, den Flusslauf zu verteidigen. Die Reiterei unter General Graf Montbrun zerschlug dabei fünf feindliche Batterien leichter Artillerie. In der Schlacht bei Borodino (7. September 1812) wurde Subervie im rechten Oberschenkel von zwei Granaten getroffen und schwer verletzt. Nach Wilna zur Rehabilitation zurückgebracht, entging er den Schrecken des späteren französischen Rückzugs.
Bis Mitte 1813 hatte sich Subervie soweit erholt, um wieder aktiv zu dienen, und im August übernahm er das Kommando über die 9. leichte Reiterdivision in Pajols V. Kavalleriekorps. Nach seinem Dienst in Sachsen erhielt er im Dezember die Ehre, zum Ritter der Eisernen Krone ernannt zu werden. Im Frühjahrsfeldzug von 1814 befehligte Subervie die 1. Brigade von der Division Piré und kämpfte in der Schlacht bei Brienne (29. Januar), bei Champaubert (10. Februar) und in der Schlacht bei Montereau (18. Februar). Am 30. März wurde er in der Schlacht am Montmartre durch mehrere Lanzenstichen verwundet, aber mit einer Beförderung zum Général de division belohnt. Unglücklicherweise für Subervie widerrief die neue bourbonische Regierung nah der Restauration seine Beförderung und stellte ihn wieder auf halben Sold. Während der Herrschaft der Hundert Tage 1815 befehligte er die 5. Kavallerie-Division, bestehend aus Jägern und Lanciers in Pajols I. Kavalleriekorps. Nachdem er in der Schlacht von Waterloo gekämpft hatte, ging er zur Loire-Armee. Nach Napoleons zweiter Abdankung zog er sich einige Jahre lang in das Privatleben zurück.

### Kriegsminister und Ende

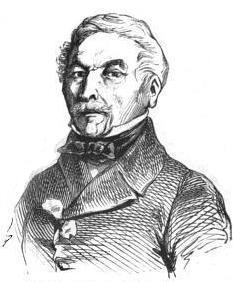
Subervie als Kriegsminister

Als Vertreter des Distrikts Lectoure und Nogent-le-Rotrou wurde er 1848 am Ende der Julimonarchie Mitglied der konstituierenden und gesetzgebenden Versammlung in Paris. Von 25. Februar bis 20. März 1848 fungierte er als Kriegsminister im provisorischen Kabinett Lamartine. Das Großkreuz der Ehrenlegion erhielt er am 11. Dezember 1848, sollte Großkanzler der Ehrenlegion werden, ihm wurde in dieser Position Marschall Gabriel Jean Joseph Molitor vorgezogen. Der Staatsstreich Napoleons vom 2. Dezember 1851 setzte seiner politischen Karriere ein Ende. Er zog sich auf sein Schloss Parenchere an der Gironde zurück, das er von seiner Frau, der Tochter des Generals Graf Boudet behielt und starb dort im Alter von 84 Jahren am 10. März 1856.